# Polita de Lima
Polita de Lima de Castillo (Coro, 5 de septiembre de 1869-Coro, 21 de marzo de 1944) fue una periodista y poeta venezolana. Fundó las sociedades Alegría y Armonía, la Biblioteca Colombina e influenció la construcción de varias obras públicas falconianas; además, fundó y dirigió las revistas El Chistoso, Flores y Letras y Médanos y Leyendas; colaboró en El Cojo Ilustrado, Armonía y Cosmópolis en las que inició su carrera literaria. Su obra teatral más destacada, Agar en el desierto, fue repetida varias veces en Coro y representada en Santander. Fue la primera mujer falconiana en dictar un ciclo de conferencias sobre historia y destacó como maestra en su ciudad natal.
Los más distinguidos intelectuales de la época reconocieron su ingenio y talento por medio de escritos dedicados a ella. Fue galardonada como la poetista de mayor prestigio del país y proclamada Princesa del Parnaso Venezolano. Se inauguró dentro de una galería de arte de Falcón la biblioteca pública Polita de Lima en su honor.

## Biografía
Polita de Lima nació el 5 de septiembre de 1869 en Coro, Estado Falcón. Hija de Isaac H. De Lima y de Ana Salcedo. Cuando tenía unos ocho años escribió sus primeros versos que gustaron tanto, fueron tan aplaudidos y tenían tanta gracia y donaire que volaron hacia tierras lejanas y en Francia fueron traducidos y publicados en un periódico de París, “El Monitor”. Recibió educación formal hasta los catorce años, cuando muere el padre; esta transcurre entre Coro y Curazao como era común en la época. El 8 de diciembre de 1904, a la edad de 35 años, contrae nupcias con el general Ceferino Castillo y del fruto de este nace Regina Pía del Rosario. Muere

### Inicios periodísticos
Junto con un grupo de amigas, el 18 de febrero de 1880 fundó la Sociedad Alegría con la finalidad de influir de forma positiva en el ambiente del estado Falcón y en el ánimo de la juventud, haciendo hincapié en crear preocupación por la cultura. Ante el éxito logrado por la Sociedad, y debido a la imposibilidad de aumentar el número de sus socios, un grupo entusiasta de 30 o 40 muchachas lideradas por Polita, decidió fundar otra Sociedad gemela que tomó el nombre de Armonía (15. 5. 1890) y que complementaba las actividades de Alegría, ayudando a promover programas de música, poesía, canto, declamación y teatro.
En 1892, bajo la presidencia de Virginia Gil de Hermoso, la sociedad fundó la Biblioteca Colombina, en homenaje al cuatricentenario del descubrimiento de América.
Como periodista, Polita de Lima fundó y dirigió la revista El Chistoso, producto de la primera acta de la Sociedad Alegría escrita en verso y, quince números después, apareció Flores y Letras edición que circuló el 30 de junio de 1890. Además, colaboró en las revistas caraqueñas El Cojo Ilustrado (1896), Armonía y Cosmópolis (1894-1895), en las cuales inició su carrera literaria.
En el ámbito de la escritura, ensayó en todos los géneros y destacó en la poesía, se distinguió como creadora, teniendo su obra teatral más destacada, Agar en el desierto, la cual fue en Coro en 1907, repetida varias veces y representada posteriormente en Santander, en 1918. Fue la primera mujer falconiana en dictar un ciclo de conferencias sobre historia y destacó como maestra en su ciudad natal.
Fundó y dirigió también la revista coriana Médanos y Leyendas (1921-1935) una de las revistas con la más larga vida en la historia periodística y que tuvo una trayectoria dentro y fuera de Venezuela. Las mejores plumas regionales y nacionales cooperaron con Doña Polita. Entre otros podemos citar a Elías David Curiel, Ángel S. Domínguez, Camilo Arcaya, Pedro Manuel Arcaya, Carlos Diez del Ciervo, Mina de Rodríguez Lucena, Consuelo Salcedo, Antonia De Lima, Carmen Brigé, Manuel Montiel, Carmen de Lima Salcedo, Maximiliano Iturbe, Esther Ma. De Añez, Hedilio Lossada, María Clemencia Camaran, Esteban Smith Monzón, Guillermo Croes, Diego Leydens Rojas, Rufino Blanco Fombona, Dr. Antonio Alamao, Iginia Bartolomé de Álamo y Álamo y tantos otros.
Durante cuarenta y cinco años, Polita se dedicó a trabajar con afán y cariño en el campo del Magisterio. Fundó una escuela particular, destacando como maestra en su estado natal; posteriormente desempeñó cargos oficiales hasta llegar a la Dirección de la Escuela “Talavera” de donde surgió una generación de mujeres que son hoy honra y prez de la corinidad.
Luego de Muere

### Aportes al Estado Falcón
Ambas sociedades fundadas originalmente para el fin de fomentar las áreas de literatura y artes, paulatinamente fueron convirtiéndose en grupos de presión civil, logrando causar un gran impacto en el desarrollo del Estado Falcón, gracias a la respuesta positiva del gobierno regional falconiano que dio como resultado la construcción de diversas obras: el teatro Armonía, la plaza Zamora, el bulevar Bolívar; colocara barandas en el parque Federación, fundara la Escuela Nacional de Niñas y emprendiera diversas obras de ornato público. Asimismo, la Municipalidad, con motivo del cuarto centenario del descubrimiento, a solicitud de la Sociedad Alegría, designó con el nombre de Colón la antigua calle llamada Acueducto y con el nombre de Ampíes la plaza adyacente al templo de San Clemente.

## Reconocimientos y premios

#### Reconocimientos
- Los más distinguidos intelectuales de la época dedicaron versos, poemas y música llenas de emoción y de reconocimiento a su ingenio y talento.

Un ejemplo es el poeta caraqueño Diego Jugo Ramírez en la siguiente cuarteta (1894): 
«...Si de Coro eres decoro
y Coro te ama y te mima,
por qué firmaste De Lima
si eres Polita de Coro?...».
- El Gobierno Nacional galardonó sus trabajos de Maestra con la Medalla de Instrucción pública.
- El Concejo Municipal del distrito Miranda del estado Falcón inauguró en Coro, el 20 de febrero de 1982, una galería de arte en la cual funciona la biblioteca pública Polita De Lima[1] nombrada en su honor.

##### Premios
En diciembre de 1912, María Cristina y Rosa Arminda Segnini que dirigen la pequeña revista Idilios, publicada en Pampán (Edo. Trujillo), deciden abrir un concurso de ámbito nacional con el objeto de elegir por medio de la votación popular a la poetisa que gozara con más prestigio en el país; fue Polita De Lima quien obtuvo el galardón y proclamada Princesa del Parnaso Venezolano el 24 de junio de 1913, fecha en la cual la revista Idilios cumplía 4 años de fundada.

## Obras
- de Lima, Polita, Los Médanos de Coro[7]
- de Lima, Polita, La inspiración
- de Lima, Polita, A mi respetado tío don Isaac Chapman, Coro, El Cojo Ilustrado, n° 38, del 15 de julio de 1893.[8]
- de Lima, Polita, Luz y sombra.
- de Lima, Polita, Tempestad y calma.
- de Lima, Polita, Monólogo.
- de Lima, Polita, Conferencia histórica.
- de Lima, Polita, Agar en el desierto